# Comuna de Szczawin Kościelny
Szczawin Kościelny (polaco: Gmina Szczawin Kościelny) é uma gminy (comuna) na Polónia, na voivodia de Mazóvia e no condado de Gostyniński. A sede do condado é a cidade de Szczawin Kościelny.
De acordo com os censos de 2004, a comuna tem 5272 habitantes, com uma densidade 41,5 hab/km².

## Área
Estende-se por uma área de 127,14 km², incluindo:
- área agrícola: 75%
- área florestal: 17%

## Demografia
Dados de 30 de Junho 2004:
|                      | Total   | Total | Mulheres | Mulheres | Homens  | Homens |
| -------------------- | ------- | ----- | -------- | -------- | ------- | ------ |
|                      | pessoas | %     | pessoas  | %        | pessoas | %      |
| População            | 5272    | 100   | 2653     | 50,3     | 2619    | 49,7   |
| Densidade (pop./km²) | 41,5    | 100   | 20,9     | 20,9     | 20,6    | 20,6   |

De acordo com dados de 2002, o rendimento médio per capita ascendia a 1259,46 zł.

## Subdivisões
- Adamów-Gołas-Chorążek, Annopol, Białka, Budy Kaleńskie-Kaleń, Dobrów, Helenów-Jesionka, Helenów Słupski, Helenów Trębski-Trębki, Holendry Dobrowskie-Teodorów, Józefków-Krzymów, Kamieniec, Kaźmierków-Mellerów, Kunki-Gorzewo-Kolonia, Łuszczanów, Misiadla-Mościska, Modrzew-Lubieniek, Osowia-Tuliska, Pieryszew, Reszki-Staw, Słup-Janki, Smolenia, Stefanów Suserski, Suserz-Budki Suserskie, Swoboda, Szczawinek-Sewerynów, Szczawin Borowy-Kolonia-Andrzejów, Szczawin Borowy-Wieś-Przychód, Szczawin Kościelny, Waliszew, Witoldów, Wola Trębska-Wola Trębska-Parcel.

## Comunas vizinhas
- Gąbin, Gostynin, Łąck, Oporów, Pacyna, Strzelce